# 神戸ベイクルーズ
神戸ベイクルーズ株式会社（こうベイクルーズ）は、神戸港で観光船事業を営む企業。

## 概要
2001年6月、久我祐二らによって設立され、同年の8月に運航開始。以後、神戸港での観光船事業を行っていた。しかし、2009年に創業者の久我が急死してしまい、久我の妻子が会社を継いだが折からの不況で事業環境が悪化したことなどから、岡山県を中心にバス・鉄道事業を営み、中国バスや和歌山電鐵などで地方交通の再生を手がけていた両備グループに事業を譲渡した。2010年4月1日、同社は両備ホールディングスの100%子会社となり、両備ホールディングスの社長小嶋光信が代表取締役社長となった。
当初小嶋は事業を引き受けるのを躊躇したが、両備グループの観光バスや小豆島のフェリーなどとのシナジー効果が得られると判断し、最終的には「義をみてせざるは勇無きなりで、その健気なご努力にエールを送る意味」で全従業員共々事業を引き継ぐことにした。

## 就航船
以下の2隻を保有し、神戸港内の遊覧船（10時45分から16時45分までは30分間隔で運航。そのほかに臨時便あり）や、企業・旅行会社向けの貸切チャーター運航を行っている。
- オーシャンプリンス　170t　乗船定員　345人
- ロイヤルプリンセス　414t　乗船定員　500人